# Sagno
Sagno foi uma comuna da Suíça, no Cantão Tessino, com cerca de 267 habitantes. Estendia-se por uma área de 1,69 km², de densidade populacional de 158 hab/km². Confinava com as seguintes comunas: Cernobbio (IT-CO), Morbio Inferiore, Morbio Superiore, Vacallo.
A língua oficial nesta comuna era o Italiano.

## História
Em 25 de outubro de 2009, passou a formar parte da nova comuna de Breggia.